# Ángelos Anastasiádis
Ángelos Anastasiádis (grec moderne : Άγγελος Αναστασιάδης) est un footballeur international grec né le 8 mars 1953 à Thessalonique. Il était milieu de terrain durant sa carrière professionnelle. Il s'est reconverti comme entraîneur.

## Biographie

### Carrière internationale
Ángelos Anastasiádis est convoqué pour la première fois en sélection par le sélectionneur national Alkétas Panagoúlias le 1er avril 1975 lors d'un match amical contre la Chypre, où il marque son premier but en sélection  (victoire 2-1). Il reçoit sa dernière sélection le 14 mai 1980 contre la Bulgarie (0-0).
Au total il compte 12 sélections et 1 but en équipe de Grèce entre 1975 et 1980.

### Carrière d'entraîneur
Il dirige les joueurs de l'équipe de Chypre durant 56 matchs entre 2005 et 2011.

## Palmarès

### Joueur
- Avec le PAOK Salonique :
  - Champion de Grèce en 1976
  - Vainqueur de la Coupe de Grèce en 1974

- Avec le Panathinaïkos :
  - Champion de Grèce en 1984
  - Vainqueur de la Coupe de Grèce en 1982 et 1984

### Entraîneur
- Avec le PAOK Salonique :
  - Vainqueur de la Coupe de Grèce en 2003